# 136 км (зупинний пункт, Полтавська дирекція Південної залізниці)
136 км — пасажирський залізничний зупинний пункт Полтавської дирекції Південної залізниці на електрифікованій лінії Гребінка — Ромодан між станцією Гребінка (2,4 км) та зупинним пунктом 137 км (1 км). Розташований на околиці міста Гребінка Лубенського району Полтавської області. Поруч із платформою розташоване локомотивне депо «Гребінка» (ТЧ-12).

## Історія
Зупинний пункт 136 км відкритий у 1980-ті роки. У 1996 році електрифікований змінним струмом (~25 кВ) в складі лінії Гребінка — Лубни.

## Пасажирське сполучення
На платформі 136 км зупиняються приміські електропоїзди напрямку Гребінка — Полтава — Огульці.